# Veturliði Óskarsson
Veturliði Óskarsson (* 25. März 1958 in Borgarnes, Island) ist ein isländischer Philologe.

## Leben
1979 machte er sein Abitur an der Menntaskólinn in Reykjavík. Er ging danach an die Háskóli Íslands und studierte bis 1985 Isländische Sprache sowie Isländische Literatur und allgemeine Sprachwissenschaft. Von 1987 bis 1992 studierte er Nordische Philologie an der Universität Kopenhagen, wo er zwischen 1987 und 1990 als Assistent am Ordbog over det norrøne prosasprog mitarbeitete, und schloss mit einer Arbeit über Lehnwörter in isländischen Urkunden des 15. Jahrhunderts sein Studium mit dem Abschluss Magister Artium ab. 1991/1992 und 1993/1994 arbeitete er als Dozent an der Háskóli Íslands und als Mitarbeiter am isländischen Institut für Sprachpflege. In den Jahren 1992/1993 arbeitete er beim Fernsehsender Íslenska útvarpsfélagið als Sprachberater im Sinne des isländischen Sprachpurismus. 1995/1996 übernahm er die Übersetzungsabteilung des Senders. Von 1997 bis 2002 arbeitete er als Lektor an der Universität Uppsala. 2001 promovierte er in Uppsala zum Fil. dr. mit der Dissertation Middelnedertyske låneord i islandsk diplomsprog frem til år 1500 (Mittelniederdeutsche Lehnwörter in der isländischen Urkundensprache um das Jahr 1500).